# Хайнрих I фон Щаде
Хайнрих I (III) фон Щаде Дългия (на немски: Heinrich I (III) von Stade der Lange; * ок. 1065; † 27 юни 1087) от род Удони е граф на Щаде и от 1082 до 1087 г. маркграф на Северната марка.
Той е най-възрастният син на маркграф Лотар Удо II (1020/1030 – 1082) и съпругата му Ода фон Верл (1050 – 1111), дъщеря на граф Херман III фон Верл и Рихенза Швабска. Близък роднина е на император Хайнрих IV. Хайнрих I наследява през 1082 г. баща си като маркграф Хайнрих I Дългия.
Хайнрих I се жени през 1086 г. за Евпраксия Всеволодовна Киевска (1071 – 1109), дъщеря на киевския княз Всеволод I и на втората му съпруга полабската княгиня Анна Куманката. В Саксония тя пристигнала с керван от камили, натоварени с богати дрехи, скъпоценни камъни и голямо количество съкровища. Бракът е бездетен.
Хайнрих I умира през 1087 г. Наследен е от по-малкия му брат Лотар Удо III (IV) (1070 – 1106).
Красивата му вдовица Евпраксия постъпва в манастир Квелинбург, където среща бъдещия император Хайнрих IV, сгодява се за него през 1088 г., през април 1089 г. се омъжва в Кьолн и се нарича Аделхайд (развод 1099).